# 中耳炎
中耳炎（otitis media）是一系列中耳發炎疾病之統稱。其中以急性中耳炎（AOM）和中耳積水（OME）兩型最為常見。急性中耳炎為急性感染所致，耳朵疼痛為其常見的臨床症狀。罹患急性中耳炎的幼童，常有拉扯耳朵、哭聲次數增加及睡眠品質不佳等情況，有時也會有食欲不振或發燒的情形。中耳積水一般沒有症狀，中耳積水的定義是在耳朵中有出現不是因為感染而產生的液體，時間已超過三個月以上。慢性化脓性中耳炎（CSOM）是指中耳發炎已超過二週，因此耳朵開始化脓，也可能是急性中耳炎後的併發症。中耳炎很少會疼痛，不過都會伴隨著聽覺障礙的情形。若是長期中耳炎造成的聽覺障礙，會影響兒童的學習能力。中医称中耳炎为“耳脓”、“耳疳”，认为是因肝胆湿热（火）邪气盛行引起。
造成急性中耳炎的原因與孩童時代的耳部構造及免疫系統有關。 細菌或病毒都有可能是致病因子。危險因子包含：暴露於煙霧中、使用奶嘴、以及待在日間托兒中心。急性中耳炎較常發生在美洲原住民或唐氏症患者身上。中耳積水則常常伴隨在急性中耳炎之後發生，但也可能與上呼吸道病毒感染、煙霧等刺激物、或是過敏原有關。耳膜視診對於做出正確的診斷來說是重要的。急性中耳炎的病徵包括耳膜向外凸出、無法像在正常情況下那樣受空氣的擾動而震動。若耳朵有新分泌物，但是沒有外耳炎，也可能是中耳炎。
注射肺炎鏈球菌疫苗、流感疫苗、六個月以下的嬰兒完全餵母乳以及避免接觸香煙能夠降低罹患中耳炎的風險。在滲出性中耳炎的病患使用抗生素不會加速疾病的復原。在急性中耳炎的病患使用止痛劑是很重要的，這包括了对乙酰氨基酚、布洛芬、苯佐卡因耳藥水或是鴉片類藥物。抗生素能夠加速急性中耳炎的恢復，但有可能會造成副作用。抗生素被建議使用在病情嚴重或小於兩歲的病患對於病情較不嚴重的病患，抗生素只有建議在兩或三天後病情還沒有改善的病患上使用。一般上會先使用安莫西林（amoxicilin）來當做抗生素對於反复中耳炎感染的病患，鼓膜造孔術可能可以降低復發率。
急性中耳炎影響了全球約11%的人口（約7.1億人）。一半的個案是發生在小於五歲的幼童而且大多為男性。在急性中耳炎感染的病例中，約4.8%或是三千一百萬的個案會發展成慢性化膿性中耳炎。中耳炎可能会造成颅内感染等并发症，需要检测C-反应蛋白、血常规的白细胞是否明显增高。1990年中耳炎在全世界造成4900件的死亡案例，在2013年時死亡案例已降至2400件。

中耳因為與咽喉相通而容易發炎，可以看到在內耳蜗與外耳道之間的中耳有一條管道通往喉部

## 中耳炎種類
- 急性中耳炎
  - 急性中耳炎一般是在3週內發生感染，常常是感冒的并发症，常見的是細菌（肺炎雙球菌、流行性感冒嗜血桿菌、葡萄球菌）由口鼻喉，經過耳咽管進入中耳，或是過敏性鼻炎病人的過敏性反應，另外乘飞机时的耳部不适也属于急性中耳炎，其主要症状是听力减退、耳鸣、耳内疼痛。在哈欠、打喷嚏或擤鼻涕时，因耳咽管（即连接中耳鼓室与鼻咽部的一条细狭管道）暂时开放，症状有片刻好转。而耳痛及听力下降可首先被病人感受到。
- 滲出性中耳炎
- 慢性中耳炎中耳炎持續三個月以上。
- 胆脂瘤型中耳炎[11]

## 治療
儿童急性中耳炎常见病原菌以革兰氏阳性球菌为主。临床上要求使用广谱、高效、安全性好、患儿依从性强的药物。抗生素首选青霉素（如阿莫西林）。然后依次可选头孢菌素类抗生素（如头孢呋辛）、阿奇霉素、克拉霉素、大环内酯类药物。疗程5-7天。
为缓解局部症状（耳痛），对没有鼓膜穿孔的病人，可以使用酚甘油滴耳剂。鼓膜穿孔，在局部使用双氧水清洁耳道后，给予泰利必妥滴耳剂进行耳浴浸泡治疗10min。
鼻腔局部治疗，可用糖皮质激素如布地奈德、丙酸氟替卡松、糠酸莫米松等喷剂以改善鼻咽部黏膜的炎性肿胀，从而改善咽鼓管功能。使用盐酸羟甲唑啉、盐酸赛洛唑啉等鼻腔减充血剂以改善鼻腔通气，但需要注意时间控制在1-2周内、间断用药，以防止药物性鼻炎。如鼻腔内分泌物较多，可使用桃金娘油胶囊、欧龙马滴剂等促进鼻腔及中耳腔内黏液稀化，促进黏液派出，恢复鼻腔及中耳腔黏膜纤毛运动。

## 診療科
- 耳科或耳鼻喉科